# Bivels
Bivels (luxembourgeois : Biwels) est une section de la commune luxembourgeoise de Putscheid située dans le canton de Vianden.

## Géographie

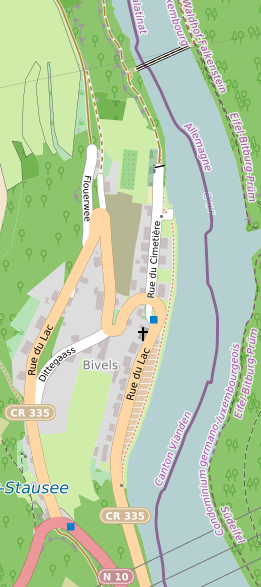
Carte de Bivels

Bivels se situe à 3 km au nord de Vianden, sur la rive droite d’un lac artificiel de 7 km de long sur la rivière Our, un affluent de la Sûre, qui forme à cet endroit la frontière allemande et y délimite une enclave du Luxembourg en territoire allemand dont l’ouverture du côté sud est occupée par le village.